# Язид Булаш
Йазид Булаш (араб.  شﻼﺑ ﺮﻳﺰﻳ ‎) — царь-заместитель в раннем Хазарском каганате. Упомянут в «Истории» ал-Йа’куби (891) при описании хазарского завоевания Армении в правление иранского шаха Кавада (486—531). Сообщение представляет собой изолированное, самое раннее упоминание о хазарском двоевластии, по другим источникам известное только с IX века. Указание на принадлежность к хазарам, возможно, является анахронизмом.
По мнению дагестанского учёного Ш. М. Хапизова, имя Булаш из-за особенностей арабской фонетики (отсутствие фонемы «ч» и отображение её литерой «ш») может быть прочитано как Булач. Данный наместник рассматривается исследователем как возможный представитель нуцальской династии.